# Parafia Trójcy Przenajświętszej i św. Leopolda w Rzezawie
Parafia Trójcy Przenajświętszej i św. Leopolda w Rzezawie – parafia rzymskokatolicka w dekanacie Bochnia-Wschód w diecezji tarnowskiej.
W skład terytorium parafii wchodzą miejscowości Rzezawa, Jodłówka, Grądy oraz część Jasienia i Krzeczowa.

## Historia
Początkowo parafia miała zostać utworzona w sąsiednim Borku. Mówi o tym dokument króla Kazimierza Wielkiego z 10 lutego 1350. Z nieznanych bliżej powodów parafię erygowano 26 maja tegoż roku w Rzezawie. O zmianie lokalizacji mówią dwie legendy Siwa klacz w Borku i Wzniesienie Pacynkowa.
Pierwszy drewniany kościół został spalony w czasie najazdu Kozaków. Potem ks. Wawrzyniec Ubiński zbudował tymczasową kaplicę. Budowę nowego kościoła pw. Wszystkich Świętych rozpoczął ks. Florian Tchórzewski, a zakończył w 1687 ks. Kazimierz Górnicki. Świątynia była kilkakrotnie palona w XVII i XVIII w. Tak przetrwała do XIX wieku, kiedy znowu uległa zniszczeniu.
Kamień węgielny pod obecny murowany kościół położono 24 września 1848. Budowa nowej świątyni prowadzona była z fundacji Leopolda Henryka Bondy, Edwarda Somolaka i Józefa Milewskiego, właścicieli miejscowych dóbr i parafian. Były już ściany, dach oraz wieża, brakowało tylko sklepienia. Zrobiono je za ks. Filipa Kijasa w 1848. Nowy kościół nosił tytuł św. Leopolda, na cześć austriackiego fundatora o takim właśnie imieniu. Świątynię poświęcono w 1851, a w 1854 konsekrował ją bp Józef Pukalski.
W 1902 kościół odrestaurowano i odmalowano. W roku 1909 w parafii została założona ochronka i przybyły siostry służebniczki starowiejskie. W 1913 za ks. Józefa Padykuły zrobiono posadzkę. Kupiono również dzwony, które podczas I wojny światowej zostały zabrane przez Austriaków. Pozostał tylko jeden, do którego dokupiono kolejne. Podczas II wojny światowej wszystkie dzwony skradli Niemcy. Obecne pochodzą z roku 1947. Ks. Padykuła zrobił również ogrodzenie z pięcioma kapliczkami oraz wybudował plebanię.

## Proboszczowie
- ks. Wawrzyniec Ubiński – ok. 1660[3]
- ks. Florian Tchórzewski – ok. 1670[3]
- ks. Kazimierz Górnicki – ok. 1680[3]
- ks. Filip Jakub Kijas – ok. 1848[3]
- ks. Józef Padykuła – 1913-1963[3]
- ks. Julian Gorczyński – 1964-1985[3]
- ks. Stefan Broniak – 1985-2016[3]
- ks. Tadeusz Kubala – 2016-2024[3]
- ks. mgr Tomasz Krawiec - od 2024[3]